# Björn Fägersten
Björn Magnus Fägersten, född 2 juni 1979 i Ekerö församling i Stockholms län, är en svensk statsvetare.

## Biografi
Fägersten disputerade i statsvetenskap vid Lunds universitet 2010 med en avhandling om internationellt underrättelsesamarbete. Därefter har han varit Senior Researcher vid Svenska institutet för europapolitiska studier och International Security Fellow hos John F. Kennedy School of Government vid Harvard University. Åren 2015–2022 var han seniorforskare och chef för Europaprogrammet vid Utrikespolitiska institutet. Sedan 2022 driver han omvärldsbevakningsbyrån Politea, men fortsätter samtidigt som seniorforskare vid Utrikespolitiska institutet.
Björn Fägersten invaldes som ledamot av Kungliga Krigsvetenskapsakademien 2022.